# Passage du Champ-à-Loup
Le passage du Champ-à-Loup est une voie du 18e arrondissement de Paris, en France.

## Situation et accès

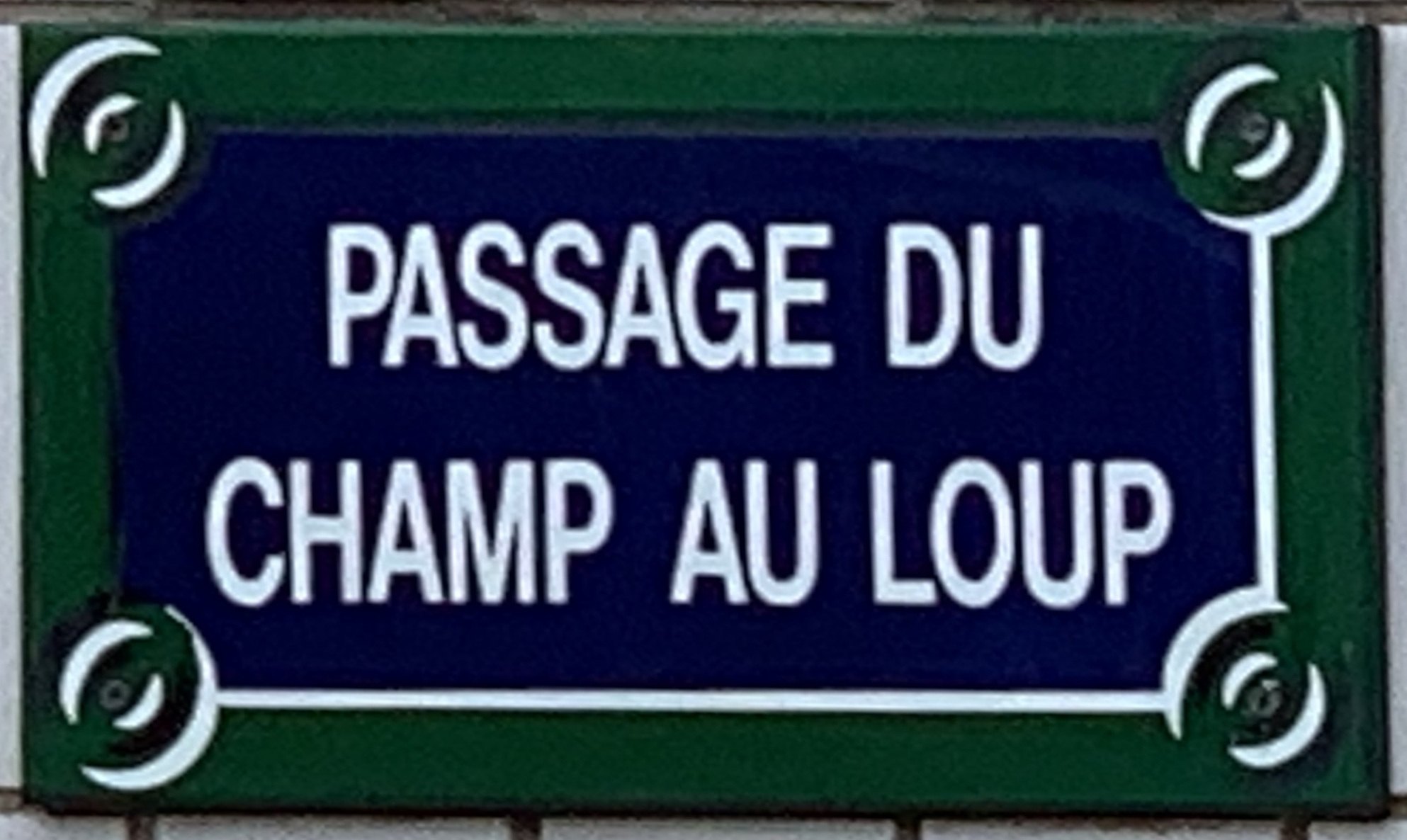
Plaque du passage.

Le passage du Champ-à-Loup est situé dans le 18e arrondissement de Paris. Il débute au 5, rue Bernard-Dimey et se termine au 72, rue Leibniz.

## Origine du nom
Elle porte le nom d'un ancien lieu-dit se trouvant sur le site.

## Historique
La voie est créée dans le cadre du réaménagement du secteur opérationnel Leibniz-Vauvenargues et prend sa dénomination actuelle par décret municipal du 9 avril 1997. 